# Podgórzynka
Podgórzynka (niem. Hohe Hübel, 497 m n.p.m.) – szczyt w Karkonoszach, w obrębie Pogórza Karkonoskiego.
Położony w północnej części Pogórza Karkonoskiego, nad Podgórzynem. Leży na zakończeniu grzbietu biegnącego od Młynarza poprzez Wierzchnicę, Warzelnię, Bukowną, Lisiurę i Podgórzynkę.
Zbudowany z granitu karkonoskiego.
Na szczycie skałki.
Porośnięty lasem regla dolnego.